# جولييان سواريز
جولييان سواريز (بالإسبانية: Julian Suárez)‏ هو دراج كولومبي، ولد في 15 نوفمبر 1991.